# 收回利权运动
收回利权运动是指清朝末年清朝從外國手中收回路權和矿權的一系列過程。
清朝為籌建粤汉铁路，引入华美合兴公司参与筑路。在1904年（光绪三十年），湖北、湖南、广东三省要求清朝廢除与华美合兴公司签订的合同，要求收回粤汉铁路修築權，由此拉開收回利權運動的序幕。1905年8月，清朝从美国人手中收回粤汉铁路修築權。
1907年，江蘇、浙江两省拒绝為修建苏杭甬铁路而向英國人借款，同時山西還收回英商福公司的煤矿。
1908年，奉天收回锦西煤矿，山东收回峄县煤矿，四川收回江北厅煤矿，安徽收回铜官山矿权，湖南收回醴陵锑矿等。